# Onychorhynchus
Onychorhynchus är ett fågelsläkte i familjen krontyranner inom ordningen tättingar. Släktet omfattar här två arter med utbredning i Latinamerika från södra Mexiko till sydöstra Brasilien:
- Nordlig krontyrann (O. coronatus)
- Sydlig krontyrann (O. swainsoni)

Tidigare placerades släktet i familjen tyranner (Tyrannidae), men har lyfts ur den familjen, först som en del av tityrorna för att senare placeras i den egna familjen krontyranner (Onychorhynchidae) tillsammans myjoberna i Terenotriccus och Myiobius.